# Bassin de l'Orénoque
Le bassin de l'Orénoque est à l'image de son fleuve principal l'Orénoque : grand et varié.

## Géographie
Le bassin de l'Orénoque synthétise les trois grandes formes de relief : massifs et boucliers anciens, cordillères récentes et dépressions tectoniques emplies d'alluvions. Chacune de ces formes possède ses caractéristiques particulières autochtones, mais a également des ressemblances avec des formes similaires dans d'autres parties du monde. Cette variété constitue un avantage économique et écologique pour les pays baignés par ce bassin, que sont le Venezuela et la Colombie.
Pour définir ce bassin en tant que région naturelle, il convient de décrire son extension, son relief, son climat, son hydrographie, sa végétation, son sol, ses ressources naturelles, son patrimoine humain...
Le bassin de l'Orénoque couvre environ 989 000 km2 dont 643 480 km2 en territoire vénézuélien, soit 65 %. Les 35 % restant se situent en Colombie.

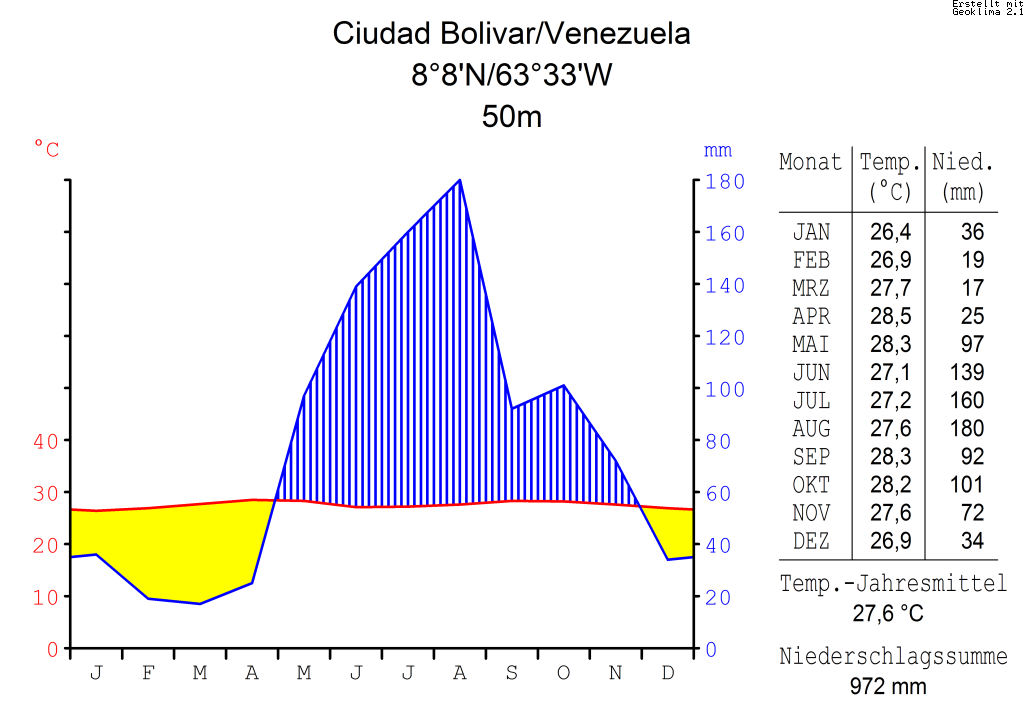
Climogramme de Ciudad Bolívar. Pluies en mm et températures en °C

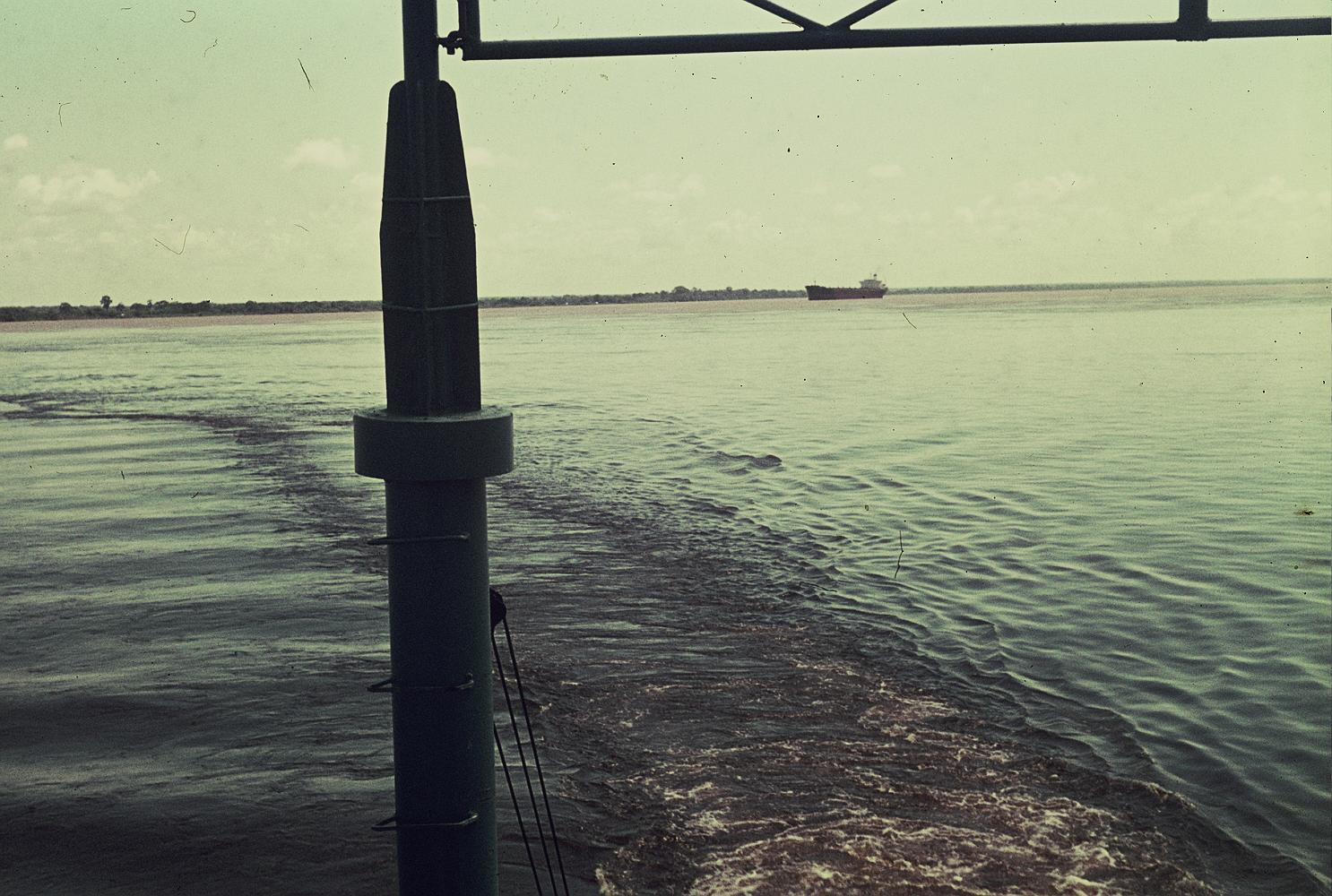
Confluence du Caroní et de l'Orénoque

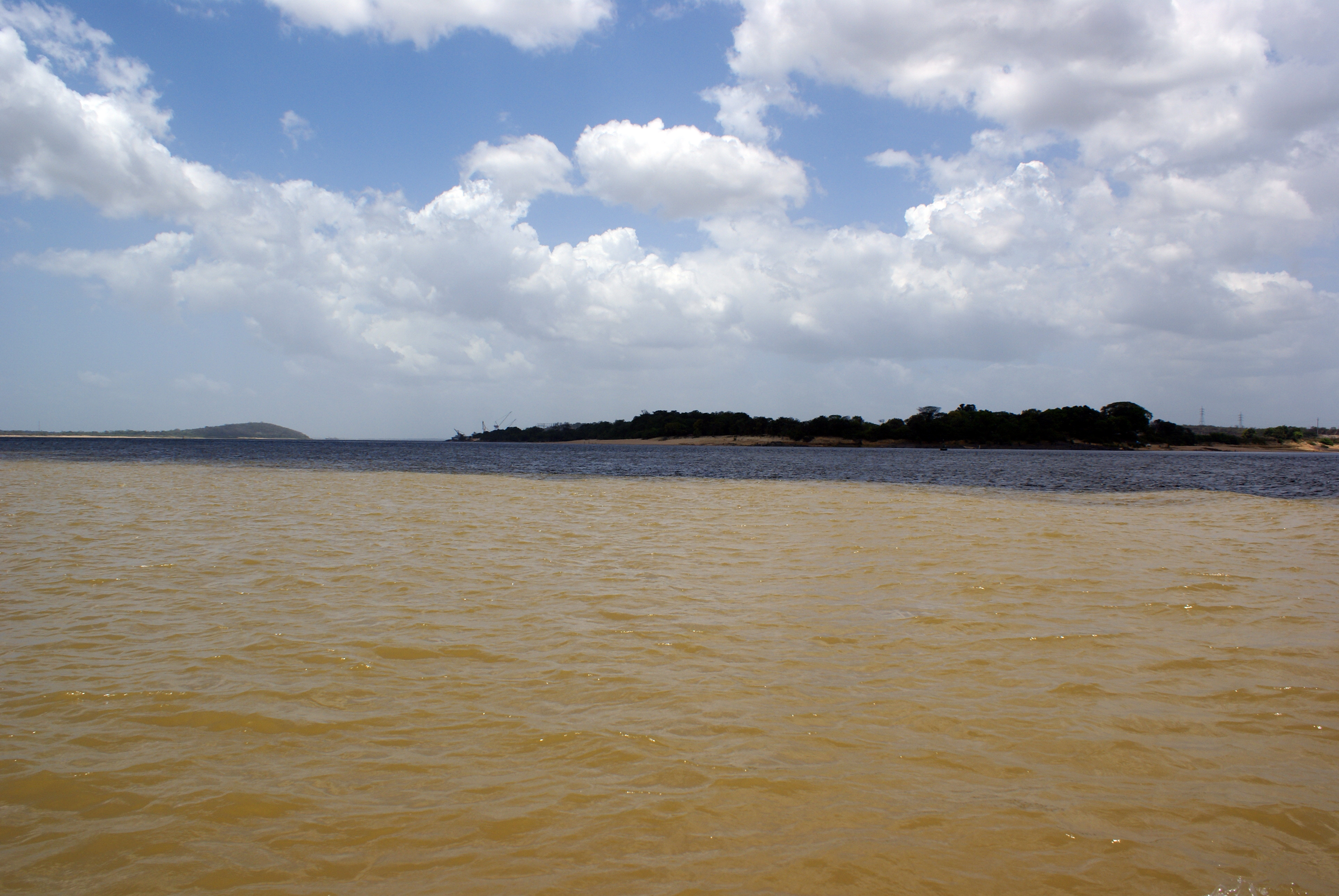
Mélange des eaux de l'Orénoque et du Caroní, au second plan